# Flota Aérea Mercante Argentina
La Flota Aérea Mercante Argentina (FAMA) fue la primera aerolínea de Argentina concesionada a explotar, con exclusividad, las rutas aéreas internacionales. Hasta ese entonces, el mercado del transporte aéreo internacional había sido cubierto solamente por aerolíneas extranjeras: Pan Am, Panagra, Air France y Lufthansa, entre otras.

## Constitución como Sociedad Mixta
Fue creada el 9 de febrero de 1946, por el Gobierno del Presidente Farrell, dentro del marco del decreto PEN 9.358/45, que establecía que el transporte aerocomercial debía ser explotado por el Estado o por Empresas Mixtas Nacionales, con domicilio en el país, con socios argentinos nativos y acciones nominativas. El gobierno argentino concluyó un acuerdo de cooperación con la LAN (Línea Aérea Nacional) de Chile en marzo de 1946 y con la British South American Airways en mayo.
De acuerdo al Decreto No 34.682/45, la Secretaría de Aeronáutica debía organizarla sobre la base de LADE - Líneas Aéreas del Estado, pero finalmente se la constituye bajo la forma jurídica de sociedad mixta, subsististiéndo esta última, como una aerolínea de fomento operada por la Fuerza Aérea Argentina.
Con este sistema de sociedad mixta, el Estado poseía el 20 % de la empresa y le garantizaba a los socios privados, una rentabilidad asegurada del 5 % anual.
Ante el fracaso financiero que significaron las empresas mixtas, en mayo de 1949 es nacionalizada y administrada por el Estado junto con Aeroposta Argentina, A.L.F.A. - Aviación del Litoral Fluvial Argentino y Z.O.N.D.A. - Sociedad Mixta Zonas Oeste y Norte de Aerolíneas Argentinas. Las cuatro empresas finalmente se fusionan el 7 de diciembre de 1950 conformando Aerolíneas Argentinas.

## Historia
Su primer vuelo lo realizó al Reino Unido, el 4 de junio de 1946 con un hidroavión Short Sandringham Mk3 matriculado LV-AAQ “Inglaterra”, arrendado a la Compañía Argentina de Aeronavegación Dodero SA., un mes después lo haría el LV-AAR “Brazil”, en la misma ruta.
Cada uno de los hidroaviones cumplió seis vuelos ida y vuelta al Reino Unido, finalmente el “Inglaterra” completó su último servicio para FAMA el 28 de setiembre de 1946 y el “Brazil” lo hizo el 1 de octubre, fecha en que cesaron las operaciones de los Sandringham Mk3 para FAMA.
La prensa de la época le dio gran importancia a la llegada a Morón del primero de los Avro 685 York C.1, el 11 de agosto de 1946. Adquiridos para sus servicios a Europa, entraron en servicio con las matrículas: LV-AFN, LV-AFY, LV-AFZ, LV-XIG y LV-XIH. Como el York, otra versión civil del famoso bombardero británico Avro Lancaster, fue el Avro 691 Lancastrian C.MK.4, que fue incorporado con matrículas LV-ACS, LV-ACU y LV-ACV.
También con gran trascendencia en los medios gráficos, arriba a El Palomar, El 7 de julio de 1946, el primer Vickers Viking, matrícula LV-XEN, para cubrir las rutas regionales a Río de Janeiro y Santiago de Chile, aunque finalmente estas aeronaves recién se incorporaron en junio de 1947, con matrículas: LV-AFF, LV-AFI, LV-AFL, LV-AFU, LV-AEW, LV-XEQ y LV-XEZ, siendo paulatinamente reemplazados por los Douglas DC-4.
En cambio, silenciosamente y a partir del mes de agosto de 1946, se incorpora la flota más grande de Douglas DC-4 que tuvo el país para sus vuelos a Estados Unidos, 9 de ellos provenientes de la Compañía Argentina de Aeronavegación Dodero SA. Matrículas: LV-ABI, LV-ABL, LV-ABM, LV-ABN, LV-ABO, LV-ABP, LV-ABQ, LV-ABR, LV-ABS, LV-ADH, LV-AEU, LV-AFD, LV-AFG, LV-AGG, LV-AGH, LV-XFZ, LV-XGD, LV-XGE, LV-XGH y LV-XGL.
FAMA tuvo una flota de sólo tres Douglas DC-3, matrículas: LV-ACG, LV-AFE y LV-AFW que complementaba con cinco Convair CV-240 matrículas: LV-ADM, LV-ADN, LV-ADO, LV-ADP, LV-ADQ, después de la fusión, estos últimos fueron todos transferidoas a Aerolíneas Argentinas.
A pesar de que su incorporación fue muy publicitada en su momento, la orden por seis Avro 689 "Tudor" fue cancelada y en su lugar se compraron los Douglas DC-6, matrículas: LV-ADR, LV-ADS, LV-ADT, LV-ADU, LV-ADV y LV-ADW, que luego fueron transferidos a la recién creada Aerolíneas Argentinas también en su totalidad. 

## Flota histórica
| Aeronaves             | Total | Introducido | Retirado | Matrículas                                                                                      |
| --------------------- | ----- | ----------- | -------- | ----------------------------------------------------------------------------------------------- |
| Avro 685 York         | 2     | 1946        | 1948     | LV-AFV y LV-XIG                                                                                 |
| Bristol 170 Freighter | 6     | 1948        | 1950     | LV-AEW, LV-AEY, LV-AEZ, LV-AEX, LV-AFB y LV-AFC                                                 |
| Convair CV-240        | 1     | 1948        | 1950     | LV-ADP                                                                                          |
| Douglas DC-4/C-54     | 12    | 1946        | 1950     | LV-ABO, LV-AGG, LV-ABS, LV-XGD, LV-ABL, LV-ABN, LV-ADH, LV-ABM, LV-AFG, LV-AGH, LV-ADQ y LV-ABP |
| Douglas DC-6          | 6     | 1948        | 1949     | LV-ADR, LV-ADS, LV-ADT, LV-ADU, LV-ADV y LV-ADW                                                 |
| Vickers Viking        | 3     | 1949        | 1951     | LV-AEW, LV-AFL y LV-AFU                                                                         |

## Accidentes e incidentes
En sus casi cuatro años de vida, sumó siete siniestros con la pérdida de la aeronave involucrada:
- LV-XIG, Avro York, en Río de Janeiro, Brasil, el 23-dic-1946, con 21 víctimas fatales.
- LV-ACS, Avro Lancastrian, en Natal, Brasil, el 11-jun-1947, con 5 víctimas fatales.
- LV-XIH, Avro York, en Morón Argentina, el 25-jul-1947, con 4 víctimas fatales.
- LV-ABL, Douglas DC-4, en Itapemirim, Brasil, el 12-ago-1947, sin víctimas fatales.
- LV-AFG, Douglas DC-4, en Ponte Galeria, Italia, el 13-ene-1948, sin víctimas fatales.
- LV-AFL, Vickers Viking, en Junín, Argentina, el 14-may-1948, sin víctimas fatales.
- LV-ABI, Douglas DC-4, en Castilla, Argentina, el 27-set-1949, con 5 víctimas fatales.